# Wolemie vznešená
Wolemie vznešená (Wollemia nobilis) je druh starobylé jehličnaté dřeviny z čeledi blahočetovitých. Je to jediný žijící druh rodu wolemie.
Wolemie byla objevena v roce 1994 mezi pískovcovými skalami pouhých 150 km od australského Sydney. Byla přesněji určena až s pomocí zkamenělin, které datují její původ do období před 200 miliony let. Patří tedy mezi tzv. živoucí fosílie.

## Ochrana a rozmnožování
Ve volné přírodě roste méně než 200 wolemií. Místo výskytu v národním parku Wollemi je proto přísně chráněno zákazem vstupu. Vládní program pro záchranu tohoto vzácného stromu nicméně poskytl práva na rozmnožování wolemie soukromé firmě, která po rozmnožení základního množství stromů pro botanické zahrady a potřeby záchranného programu získala právo mladé stromky volně prodávat. Tomu napomohla i skutečnost, že strom lze relativně snadno rozmnožit řízkováním.
Rostlinu proto v současnosti vlastní všechny větší botanické zahrady v ČR, je například součástí pravěké sekce zahrady v Liberci a je možné ji legálně zakoupit i soukromě. Na rozdíl od jiných podobně vzácných druhů, které jsou kradeny v přírodě a pak různou cestou dodávány soukromým sběratelům, je oficiální komercializace tohoto druhu úspěšnou ukázkou propojení obchodu se zájmy ochránců přírody.

## Australské požáry roku 2019 a 2020
Během australských požárů na přelomu roku 2019 a 2020 bylo ohněm zasaženo 90 % plochy národního parku Wollemi, lokalita wolemií vznešených však byla uchráněna díky preventivnímu zásahu hasičů a bylo ožehnuto pouze několik stromů.

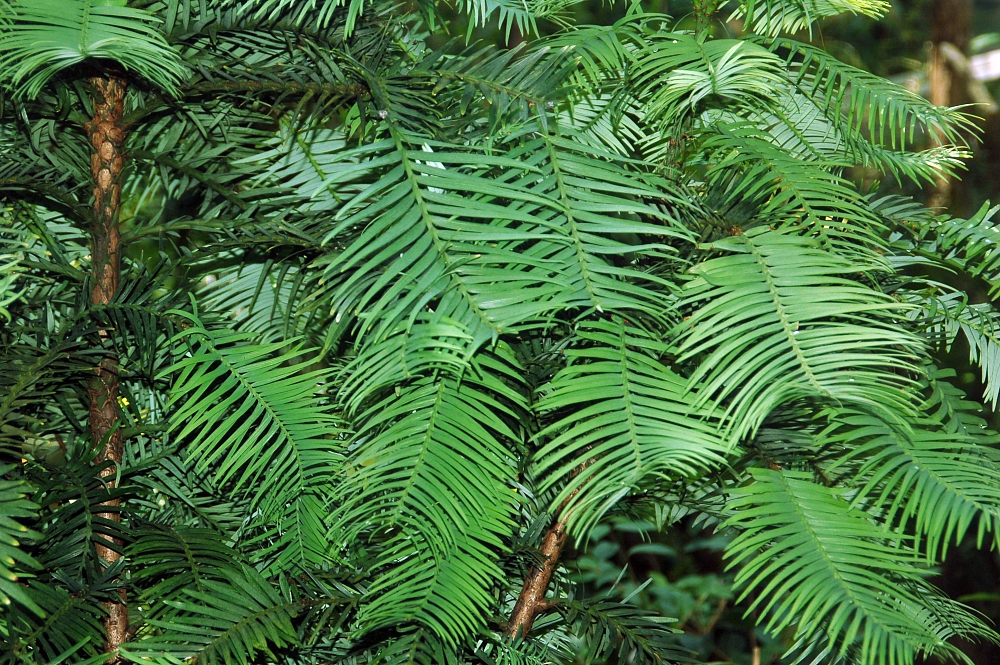
Wolemie ve Frankfurtu
Příčný řez větévkou, foceno pod fluorescenčním mikroskopem
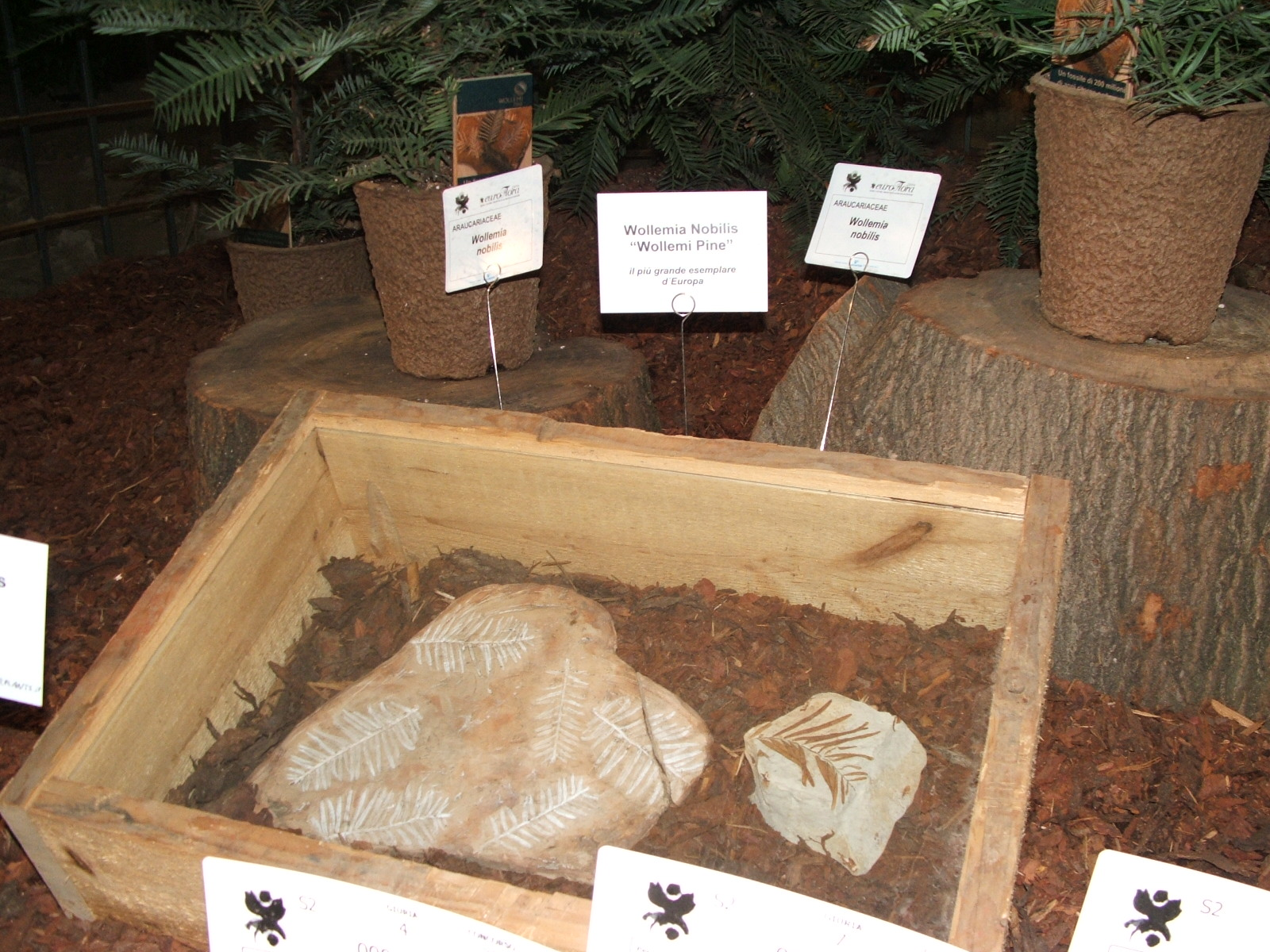
Zkamenělina wolemie